# I'm a Writer, Not a Fighter
| 전문가 평가                   | 전문가 평가 |
| 평가 점수                     | 평가 점수   |
| 출처                          | 점수        |
| ----------------------------- | ----------- |
| AllMusic                      | [ 1 ]       |
| Encyclopedia of Popular Music | [ 2 ]       |

《I'm a Writer, Not a Fighter》는 아일랜드의 싱어송라이터 길버트 오설리반의 세 번째 스튜디오 음반으로, 원래 1973년 9월 1일, MAM 레코드에서 발매되었다. 1972년 세계적으로 가장 성공적인 아티스트 중 한 명이 된 후, 오설리반은 이 음반으로 새로운 방향을 추구했고, 록 음악과 펑크로부터 영향을 받았으며, 당시 새로운 전자 키보드의 배열과 리드미컬한 초점을 강조했다. 이 음반은 프로듀서 고든 밀스와 함께 후자의 스튜디오에서 "온앤오프"로 녹음되었고, 비록 여러 오버더빙이 미국에서 녹음되었지만, 오설리반은 이 음반을 궁극적으로 "매우 애드 혹 홈 기반" 프로젝트라고 언급했다.
음반보다 몇 달 앞서 발매된 〈Get Down〉은 영국에서 1위 싱글이었고 미국에서도 10위 안에 들었다. 이후 몇 달 동안 오설리반은 처음으로 국제 투어를 했다. 9월 음반의 발매는 록에 영향을 받은 가수의 새로운 이미지와 동시에 이루어졌다. 펑크에 영향을 받은 싱글 〈Ooh Baby〉는 영국 톱 10에 들지 못하며 가수의 인기 하락의 시작을 알렸고, 음반 자체는 영국 음반 차트에서 2위에 올랐으며, 비록 25주간 차트에 머물렀지만, 이는 전작들보다 적었다. 비평가들은 이 음반의 장점에 대해 의견이 분분하지만, 반응은 시간이 지나면서 대체로 호의적이었다. 살보 레코드는 2012년 4월, 《Gilbert O'Sullivan – A Singer & His Songs》 컬렉션의 일부로 리마스터드 버전을 출시했다.

## 배경 및 녹음
길버트 오설리반은 그의 두 번째 음반 《Back to Front》와 〈Alone Again (Naturally)〉과 〈Clair〉와 같은 국제적으로 성공적인 싱글의 성공으로 1972년 가장 성공적인 음악가들 중 한 명이 되었고, 한동안 영국에서 가장 많이 팔린 음악가가 되었다. 이 음반을 지원하기 위해 오설리반은 1972년 말부터 1973년까지 처음으로 영국을 순회했다. 이 공연으로 그는 대학 스타일의 스웨터를 "G" 기호로 데뷔시켰다. 비평가들은 이 쇼에 박수를 보냈고, 여성 관객들은 오설리반을 그가 무관심하다고 느끼는 우상으로 만들었다. 《I'm a Writer, Not a Fighter》의 많은 곡들은 오설리반이 웨이브리지 자택에서 작곡했다. 영국 투어 사이에 오설리반은 스페인에서 시간을 보내며 피아노를 설치하고 음반을 위한 추가 곡을 작곡했다. 그는 바쁜 스케줄로 인해 음반 작사, 작곡이 어려워질 것 같아서 그해 말까지 전 세계 투어를 피했고, 영국만의 투어는 스페인 투어가 가능함을 보장했다.

## 구성
《I'm a Writer, Not a Fighter》는 록 음악의 영향을 받았으며, 비록 음반이 가수의 특징인 어쿠스틱 피아노 연주를 특징으로 하지만, 오설리반의 사운드를 자신과 밀스가 연주한 전자 키보드의 선곡을 통합하여 업데이트한다. 오설리반은 "신시사이저와 클라비넷의 초창기였고, 스티비 원더가 이끄는 키보디스트들은 이 악기들을 아주 즐겁게 여겼기 때문에 저와 고든은 이것들 중 일부를 가지고 놀았다"라고 설명했다. 음반에 반영된 현대 키보드 트렌드에는 일렉트릭 피아노의 사용과 파이프 오르간을 닮은 소리가 포함된다. 이번 음반은 또한 타악기와 봉고, 마라카, 탬버린과 같은 악기의 통합에 중점을 둔 야심찬 리듬이 특징이며, 오설리반의 가창력은 이전 음반에 비해 더욱 강건해 라이브 공연보다 목소리가 향상된 결과물이다.

## 홍보 및 발매
1973년 3월, 오설리반의 영국 싱글 차트 2위이자 마지막 1위 히트곡이 되었고, 미국 빌보드 핫 100에서도 7위에 올랐다. 오설리반의 인지도는 1973년 내내 높았는데, 음반 판매량뿐만 아니라 투어와 TV 출연의 도움을 받았다. 5월과 6월 상반기에 영국과 유럽을 순회한 후, 그는 아일랜드에서 여러 공연을 했다. 그는 마지막 공연에서 실신해 로디지아에서 잠시 휴식을 취한 뒤 22명의 오케스트라를 거느리고 6주 동안 미국을 순회했다. 그는 10월 초 에이버리 피셔 홀에서 뉴욕 데뷔를 했고, 그곳에서 다가오는 음반에 수록된 곡들 중 일부를 연주해 관객들의 호응을 얻었다.
6월, 오설리반은 미국 투어가 끝난 후 음반의 록 영향력에 맞춰 자신의 이미지를 바꾸고 "정말 거친 록"을 연주할 것이라고 발표했다. 그는 레드 제플린의 로버트 플랜트와 딥 퍼플의 이언 길런에게 영감을 받았고, 그는 "나는 항상 예의 바르게 피아노 앞에 앉아야만 했지만, 그들의 팬들만큼 자신을 채찍질하는 거친 쇼를 열 수 있을 것"이라고 생각했다. 그의 스타일 변화는 "컬러 스웨터" 대신 "패셔너블한 정장"을 입는 것을 포함했다. 레이블은 《I'm a Writer, Not a Fighter》 홍보를 위해 〈Oh Baby〉를 싱글로 발매했는데, 이 곡은 티렉스의 〈Teenage Dream〉 (1974년), 엘튼 존의 〈Bennie and the Jets〉 (1974년)를 포함한 시대의 "펑크가 난" 트렌드에 맞는 곡이다. 이 노래는 오설리반의 팬층을 멀어지게 했고, 9월에는 오설리반의 첫 번째 히트곡인 18위를 정점으로 2년 전 영국 싱글 차트 톱 10을 놓치는 첫 번째 싱글이 되었다. 이 곡은 또한 미국 빌보드 핫 100에서 25위에 올랐다.

## 곡 목록
모든 곡들은 길버트 오설리반에 의해 작사/작곡하였다.
| #  | 제목                                 | 재생 시간 |
| -- | ------------------------------------ | --------- |
| 1. | 〈I'm a Writer, Not a Fighter〉      | 3:18      |
| 2. | 〈A Friend of Mine〉                 | 3:23      |
| 3. | 〈They've Only Themselves To Blame〉 | 2:45      |
| 4. | 〈Who Knows, Perhaps Maybe〉         | 3:14      |
| 5. | 〈Where Peaceful Waters Flow〉       | 4:16      |

| #   | 제목                                                   | 재생 시간 |
| --- | ------------------------------------------------------ | --------- |
| 6.  | 〈Ooh Baby〉                                           | 3:45      |
| 7.  | 〈I Have Never Loved You As Much As I Love You Today〉 | 2:33      |
| 8.  | 〈Not In a Million Years〉                             | 3:01      |
| 9.  | 〈If You Love Me Like You Love Me〉                    | 3:18      |
| 10. | 〈Get Down〉                                           | 2:45      |